# Biomarker (medycyna)
Biomarker, znacznik biologiczny – obiektywnie mierzalny wskaźnik biologiczny, taki jak substancja, właściwość fizjologiczna czy gen, wskazujący lub mogący wskazywać na obecność stanu chorobowego, czy zaburzeń fizjologicznych lub psychicznych; służący też do kontroli odpowiedzi organizmu na działania lecznicze.

## Podział biomarkerów
Z uwagi na charakter badaniailość substancji w próbce (np. krwi, moczu, tkance), wynik badania obiektywnego (np. ciśnienia krwi), wynik badania dodatkowego (np. EKG), wynik badania obrazowego (np. TK). Obecnie pojęcia biomarkera używa się głównie w pierwszym (podkreślonym) znaczeniu.
Ze względów historycznychA. klasyczne (np. stężenie cholesterolu czy trójglicerydów), : B. nowe (np. peptyd natiuretyczny typu B czy białko C-reaktywne (CRP))
Z uwagi na uczestnictwo w procesieA. powodujące wystąpienie choroby (np. cholesterol LDL), : B. wskazujące na istnienie ryzyka, : C. świadczące o uszkodzeniu organów